# Hapoel Ra’anana
Der Hapoel Ra’anana AFC (hebräisch עמותת הפועל רעננה מחלקת כדורגל, Amutat Hapoel Ra’anana Machleket Kaduregel) ist ein israelischer Fußballverein in Ra’anana.

## Geschichte
Der 1972 offiziell gegründete Verein spielte Anfang der 1990er Jahre in der niedrigsten israelischen Liga, der Liga Gimel. Zwischen 1995 und 2001 gelangen Hapoel jedoch vier Aufstiege und Ra’anana konnte sich in der zweithöchsten israelischen Liga Leumit etablieren. Im Jahr 2009 gelang Hapoel Ra'anana erstmals in der Vereinsgeschichte der Aufstieg in die höchste israelische Spielklasse, in der man in der Folgesaison als Vorletzter allerdings wieder abstieg. Nach zwei fünften Plätzen gelang 2013 erneut der Aufstieg in die Ligat ha’Al.